# Spline

Kvadratisk spline med sex noder (rött).

En spline, även ri-funktion, är en kontinuerlig matematisk funktion som är styckvis polynom och har kontinuerlig förstaderivata. Särskilt vanliga är kubiska splines, det vill säga funktioner som är styckvis polynoma av grad tre.
Splines används framförallt för approximering inom analysen. Approximation med hjälp av polynom sker antingen genom att höja polynomets gradtal, det vill säga exponenten, eller genom att dela in funktionen i mindre intervall. Splines utnyttjar den senare varianten. En funktions definitionsmängd delas in i intervall och varje intervall tilldelas ett polynom, vars värde och första- och andraderivata vid varje inre intervallgräns överensstämmer med angränsande polynom. Detta tillvägagångssätt ger sex villkor för de två polynomen vid varje inre intervallgräns, men fördelen är att polynom av låg grad kan väljas och det går att använda enkla matematiska metoder som interpolation mellan noder för att bestämma polynomen på varje enskilt intervall. 
En ytterligare fördel är att avvikelser hos något av polynomen endast påverkar funktionen lokalt eftersom den bara är definierad på ett visst intervall.
Namnet spline/ri-funktion härstammar från skeppsbyggnad där elastiska linjaler kallade ri (på engelska "splines") användes vid planritningar och modellbyggen. Spline-funktionen infördes av Isaac Jacob Schoenberg.

## Definition
En splinefunktions grad är högsta graden av de ingående polynomen. Om noderna anges med den strängt växande serien x0, x1, ... , xn, har en splinefunktion S(x) av grad m egenskaperna
1. På varje intervall xi, xi+1 för i = 0, 1, ..., n bestäms S(x) av ett polynom av grad m eller lägre
2. För varje intervall xi, xi+1 är S(x) och de m - 1 första derivatorna kontinuerliga på hela intervallet[4]

## Varianter

### Kubiska splines
Kubiska splines är en av de mest använda typerna av splines. Den utgörs av polynom av högst tredje graden, vilket innebär att den är både lätthanterlig och ger en relativt exakt approximation samt en jämn, slät kurva.

### B-splines
B-spline är en förkortning för bas-spline och beskriver en spline som inte nödvändigtvis måste gå genom noderna utan som kan approximeras så att funktionen går igenom gränspunkterna men inte punkterna däremellan.

## Exempel
Konstruera en kubisk spline S(x) som går igenom punkterna 
{\displaystyle (3,6)\ (5,1)\ (7,4)\ }
och slutar vid intervallgränserna.
Det behövs två delintervall och därmed två polynom p1 och p2:
{\displaystyle p_{1}(x)=a_{1}+b_{1}(x-3)+c_{1}(x-3)^{2}+d_{1}(x-3)^{3}}
{\displaystyle p_{2}(x)=a_{2}+b_{2}(x-5)+c_{2}(x-5)^{2}+d_{2}(x-5)^{3}}
Detta ger åtta obekanta, vilket innebär att ekvationssystemet har åtta ekvationer.
Splinen måste stämma överens med funktionerna i noderna vilket ger
{\displaystyle 6=p_{1}(3)=a_{1}}
{\displaystyle 1=p_{1}(5)=a_{1}+2b_{1}+4c_{1}+8d_{1}}
{\displaystyle 1=p_{2}(5)=a_{2}}
{\displaystyle 4=p_{2}(7)=a_{2}+2b_{2}+4c_{2}+8d_{2}}
Dessutom måste första och andraderivatan av p1 och p2 stämma överens med den gemensamma noden x = 5:
{\displaystyle p'_{1}\left(x\right)=b_{1}+2c_{1}\left(x-3\right)+3d_{1}\left(x-3\right)^{2}}
{\displaystyle p'_{2}(x)=b_{2}+2c_{2}(x-5)+3d_{2}(x-5)^{2}}
{\displaystyle p_{1}''(x)=2c_{1}+6d_{1}(x-3)}
{\displaystyle p_{2}''(x)=2c_{2}+6d_{2}(x-5)}
{\displaystyle p_{1}'(5)=b_{1}+4c_{1}+12d_{1}=b_{2}=p_{2}'(5)}
{\displaystyle p_{1}''(5)=2c_{1}+12d_{1}=2c_{2}=p_{2}''(5)}
De två sista ekvationerna fås av intervallgränsernas punkter, där funktionernas andraderivator kan användas:
{\displaystyle p_{1}''(3)=0=2c_{1}}
{\displaystyle p_{2}''(7)=0=2c_{2}+12d_{2}}
Tillsammans bildar de 8 ekvationerna följande ekvationssystem:

Exemplets spline

{\displaystyle 6=a_{1}}
{\displaystyle 1=a_{1}+2b_{1}+4c_{1}+8d_{1}}
{\displaystyle 1=a_{2}}
{\displaystyle 4=a_{2}+2b_{2}+4c_{2}+8d_{2}}
{\displaystyle 0=b_{1}+4c_{1}+12d_{1}-b_{2}}
{\displaystyle 0=2c_{1}+12d_{1}-2c_{2}}
{\displaystyle 0=2c_{1}}
{\displaystyle 0=2c_{2}+12d_{2}}
Lösningen är
{\displaystyle a_{1}=6}
{\displaystyle b_{1}=-{\frac {7}{2}}}
{\displaystyle c_{1}=0}
{\displaystyle d_{1}={\frac {1}{4}}}
{\displaystyle a_{2}=1}
{\displaystyle b_{2}=-{\frac {1}{2}}}
{\displaystyle c_{2}={\frac {3}{2}}}
{\displaystyle d_{2}=-{\frac {1}{4}}}
vilket resulterar i
{\displaystyle S(x)=\left\{{\begin{matrix}6-{\frac {7}{2}}(x-3)+{\frac {1}{4}}(x-3)^{3};\qquad 3\leq x\leq 5\\1-{\frac {1}{2}}(x-5)+{\frac {3}{2}}(x-5)^{2}-{\frac {1}{4}}(x-5)^{3};\qquad 5\leq x\leq 7\end{matrix}}\right.}